# Scarus chinensis
Scarus chinensis är en fiskart som först beskrevs av Steindachner, 1867.  Scarus chinensis ingår i släktet Scarus och familjen Scaridae. IUCN kategoriserar arten globalt som otillräckligt studerad. Inga underarter finns listade i Catalogue of Life.